# Christian Kampmann
Christian Peter Georg Kampmann (* 24. Juli 1939 in Hellerup; † 12. September 1988 in Læsø) war ein dänischer Autor und Journalist.

## Leben
Kampmann war als Journalist und Autor tätig. Er verfasste mehrere Werke, die sich insbesondere mit der gesellschaftlichen Mittel- und Oberschicht Dänemarks in der Nachkriegszeit bis in die 1980er beschäftigten. Kampmann war mit Therese Herman Koppel verheiratet und hatte zwei Kinder. Im Jahre 1988 wurde er von seinem Lebensgefährten Michael Schau auf Læsø getötet.

## Werke (Auswahl)
- 1962: Blandt venner, Kurzgeschichtensammlung
- 1963: Al den snak om lykke, Roman
- 1965: Ly, Kurzgeschichtensammlung
- 1967: Sammen, Roman
- 1969: Uden navn, Roman
- 1969: Nærved og næsten, Roman
- 1970: Vi elsker mere (1970), Kurzgeschichtensammlung
- 1971: Pinde til en skønskrivers ligkiste
- 1972: En tid alene
- Gregersen-sagaen:
  - 1973 Visse hensyn
  - 1974: Faste forhold
  - 1974: Rene linjer
  - 1974: Andre måder
- Fornemmelser, Trilogie:
  - 1977: Fornemmelser
  - 1979: Videre trods alt
  - 1980: I glimt
- 1992: Skilles og mødes, Roman, erschienen posthum

## Auszeichnungen und Preise (Auswahl)
- 1972: Kritikerprisen
- 1972: De Gyldne Laurbær